# Abdullah Ghanem
Abdullah Ghanim Juma Ghanim Al Alawi, noto semplicemente come Abdullah Ghanem (in arabo عبد الله غانم‎?; Sharja, 21 maggio 1995), è un calciatore emiratino, difensore del Sharjah .

## Palmarès

### Club

#### Competizioni nazionali
- UAE Arabian Gulf League: 1

Sharjah: 2018-2019
- UAE Super Cup: 2

Sharjah: 2019, 2022

#### Competizioni internazionali
- AFC Champions League Two: 1

Sharjah: 2024-2025

### Nazionale
- Giochi asiatici: 1

2018